# Dan Perșa
Dan Perșa este un scriitor român.
Născut în Gherla, jud. Cluj. Din 1993 este redactor, apoi secretar general de redacție al revistei de cultură Tomis din Constanța. Din 2002 este secretar general al revistei de literatură și arte Amphion și, din 2004, lucrează ca redactor-șef la magazinul internațional de arte plastice, arheologie și istorie Preda’s. În 2006 revine în Bacău, unde este redactor al revistei Ateneu și secretar general de redacție al suplimentului cultural al Ziarului de Bacău, Meridian 27, ziar la care face și publicistică de opinie și culturală. Editează, în perioada 1998 – 2001 e-revista Inorog. Participă (2005) la proiectul România văzută de sus. Redactor (2004 – 2006) al portalului cartea.info. Membru corespondent al revistei Euphorin din Sibiu. A debutat editorial în 1997 cu romanul Vestitorul, la ed. Albatros din București.Colaborează cu proză, eseuri critice, cronica evenimentelor de actualitate și toate speciile genului publicistic la majoritatea revistelor culturale din țară.

## Cărți publicate
- - Vestitorul, Dan Perșa, roman, Ed. Albatros, București, 1997, ISBN 973-24-0408-6
  - Epopeea celestă, versuri, Dan Perșa, poeme, Ed. Vlad&Vlad, Craiova, 1999, ISBN
  - Șah orb…, Dan Perșa, roman, Ed. Albatros, București, 1999, ISBN
  - Război ascuns, Dan Perșa, roman, Ed. Albatros, București, 2005, ISBN 973-24-1046-9
  - Cu ou și cu oțet, Dan Perșa, roman, Cartea Românească, București, 2007, ISBN 978-973-23-1880-5
  - Cărțile vieții, Dan Perșa, roman, Cartea Românească, București, 2009, ISBN 978-973-23-2866-8
  - Arca, Dan Perșa, roman, Tipo Moldova, Iași, 2012, ISBN  978-973-168-894-7
  - Viața continuă, Dan Perșa, roman, Euro Press, București, 2013, ISBN 978-660-668-037-0
  - Și eu am scufundat Atlantida, Dan Perșa, roman, Tipo Moldova, Iași, 2016, ISBN 978-660-676-841-2
  - Înapoi pe Solaris, Dan Perșa, roman, Meditativ Arts, București, 2017
  - Dincolo, Dan Perșa, roman, Meditativ Arts, 2018
    - ''Călătorie în iad și în rai și-n oraș'', '''roman''', Polirom, 2022 ISBN 978-973-46-8933-0

## Premii literare
- Premiul pentru debut al Salonului National de Carte pentru volumul Vestitorul (editia a VII-a, Cluj-Napoca, 1997)
- Premiul pentru debut în proză (Vestitorul, roman), la Editia a III-a a Colocviilor tomitane (Constanta, 1997)
- Premiul Bacovia pentru cel mai bun volum de proză al anului 1997 – Vestitorul (Bacau, 1998)
- Premiul special al editorului la Concursul National “Al. Piru”, pentru debut în poezie, in volum (Craiova, l996)
- Premiul special al editorului la Concursul National “Al. Piru”, pentru debut în poezie, in volum (Craiova, l996)
- Premiul pentru CEA MAI BUNĂ CARTE DE PROZĂ A ANULUI 2007 (Prize: The Best Book of 2007) (acordat de Fundația Cancicov) - pentru romanul "Cu ou și cu oțet"
- Premiul USR, Filiala Bacău - 2008 (Prize of Writers Union of Romania - 2008) - pentru romanul "Cu ou și cu oțet"
- Premiul Naional "Vasile Alecsandri" pentru proză, 2019